# دارنيل ماكدونالد
دارنيل ماكدونالد (بالإنجليزية: Darnell McDonald) هو لاعب كرة قاعدة أمريكي، ولد في 17 نوفمبر 1978 في فورت كولنز في الولايات المتحدة.

## وصلات خارجية
- دارنيل ماكدونالد على موقع دوري كرة القاعدة الرئيسي (الإنجليزية)
- دارنيل ماكدونالد على موقعبيزبول رفرنس.كوم (الدوري الرئيسي) (الإنجليزية)
- دارنيل ماكدونالد على موقعبيزبول رفرنس.كوم (الدوري الثانوي) (الإنجليزية)
- دارنيل ماكدونالد على موقع إي إس بي إن.كوم (أم.أل.بي) (الإنجليزية)
- دارنيل ماكدونالد على موقع مشجعي الرسوم البيانية (الإنجليزية)